# Пол Фроммер
Пол Р. Фроммер ([ˈfroʊmər] FROH-mər; нар. 17 вересня 1944) — американський професор в Університеті Південної Каліфорнії (USC). Є також консультантом з лінгвістики. Колишній віце-президент, координатор спеціальних проектів, стратегічний планувальник та автор-дослідник Bentley Industries у Лос-Анджелесі, Каліфорнія. З 2005 по 2008 роки він обіймав посаду директора Центру управлінської комунікації в Школі бізнесу Маршалла США. 

## Молодість та освіта
Фроммер народився в Нью-Йорку. Він захоплювався астрономією з раннього дитинства, проте змінив спеціалізацію в коледжі з астрофізики на математику в 1965 році, закінчивши Рочестерський університет зі ступенем бакалавра математики. Незабаром він почав викладати англійську та математику в Малайзії малайською мовою в Корпусі Миру. Фроммер і до цього вивчав мови, проте цей досвід викладання посилив його зацікавленість лінгвістикою. Він розпочав докторську програму з лінгвістики в Університеті Південної Каліфорнії (USC). Протягом програми він викладав англійську мову в Ірані 1 рік, у середині 1970-х, і вивчав перську мову. У 1981 році він здобув ступінь магістра та доктора лінгвістики в USC під керівництвом Бернарда Комрі. Докторський ступінь Фроммера стосувався аспектів перського синтаксису і мав назву «Поствербальні явища в розмовному перському синтаксисі». 

## Кар'єра
Фроммер кілька років свого життя викладав, після чого перейшов до бізнесу, став віце-президентом, координатором спеціальних проєктів, стратегічним планувальником і автором-дослідником у Bentley Industries, Лос-Анджелес. Також був сценаристом фільму «Крок у третій вимір» 1989 року. Повернувся до USC як повний професор комунікації клінічного менеджменту в Школі бізнесу Маршалла у 1996 році. У 1999 році став співавтором робочого зошита з лінгвістики «Looking at Languages: A Workbook in Elementary Linguistics». З 2005 по 2008 роки він працював у Школі бізнесу Маршалла директором Центру управлінської комунікації. 
2009 року Джеймс Кемерон, сценарист і режисер фільму «Аватар», обрав Фроммера на посаду розробника мови для На’ві, вигаданої інопланетної раси стрічки, розумних блакитних гуманоїдів, мешканців місяця Пандори.  Фроммер зазначає, що процес створення ним мови розпочався з фонетики та фонології: «Спочатку потрібно налагодити звукову систему, щоб мати послідовність у мові». Далі морфологія, синтаксис і лексика. На той момент Кемерон уже створив кілька десятків слів, які він хотів додати до нової мови. Саме це дало Фроммеру «відчути, які звуки він мав на увазі». Кемерон також сказав Фроммеру, що він «хотів, щоб мова звучала приємно і була привабливою для авдиторії». «Коли ви створюєте мову, ви відчуваєте радість від обертання звуків ротом, чуєте незвичайні звуки, граєте зі звуками та структурними властивостями мови – це процес, який зайняв близько шести місяців, щоб опанувати основи».
Фроммер також є автором барсумської мови для фільму Діснея про Джона Картера . 